# Programa de gràfics

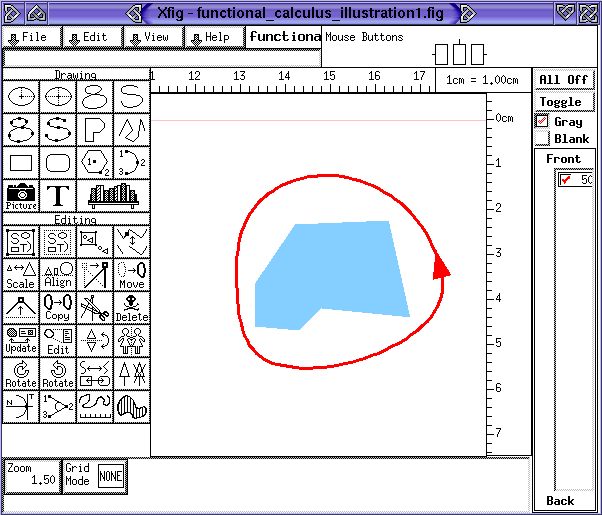
Captura de pantalla de l'editor de gràfics vectorials de codi obert Xfig.

Un programa de gràfics o programa d'edició de gràfics, és un programa informàtic o col·lecció de programes, dins l'entorn de gràfics per ordinador, que permeten manipular i processar formes, dibuixos, imatges (ràster o vectorials) en un ordinador, de vegades mitjançant una tauleta gràfica. però també amb una pantalla tàctil com el programes Slate.
En línies generals, programa de gràfics és el terme genèric per a programes d'ordinador que s'utilitzen a l'àrea de gràfics per crear o editar  imatges, dibuixos i elements gràfics a l'ordinador sota el control de la pantalla o són utilitzats per a funcions similars. programes, més o menys especialitzats, són utilitzats per artistes visuals, o per retoc fotogràfic o fins i tot per dissenyadors, arquitectes o enginyers per modelar i presentar els seus projectes, inclús al cinema o allà on la imatge pugui ser important. Entre ells hi ha, per exemple, programes d'edició d'imatges, programes de pintura i programes de dibuix o programes de gràfics vectorials.

## Tipologies
Essencialment, hi ha dos tipus de gràfics per ordinador: gràfics vectorials i gràfics ràster. Els gràfics vectorials descriuen les figures com una connexió de diferents primitives, que es defineixen mitjançant la geometria algebraica. Per això, el fet d'augmentar la seva mida no comporta cap pèrdua de qualitat. Amb l'ajuda d'aquest principi, entre altres coses,es poden fer signatures i figures geomètriques assegurades digitalment; Els gràfics ràster estan formats per píxels. Per això, la mida del fitxer es pot reduir mitjançant una compressió que provoca una pèrdua de qualitat. Amb l'ajuda d'aquest principi, entre altres coses, es poden fer per exemple fotografies amb seguretat digital. Per raó dels seus enfocaments fonamentalment diferents, la majoria de programes s'han especialitzat en un dels dos mètodes d'emmagatzematge de gràfics (p. e. GIMP en gràfics ràster i Inkscape en gràfics vectorials).

## Programes d'edició d'imatges
Els programes d'edició d'imatges estan especialitzats en gràfics ràster (també anomenats gràfics de píxels o gràfics de mapa de bits) i s'utilitzen per crear, millorar, modificar i manipular imatges digitals. Els programes d'edició d'imatges s'utilitzen principalment per eliminar els errors que es van produir durant la captura d'imatges i per a la composició d'imatges. Alguns d'ells també serveixen com a programes de pintura.
| - ACDSee - Adobe Photoshop - Adobe Photoshop Elements - Foto d'afinitat - CinePaint - Corel PaintShop Pro - Corel Photo Paint - Visualitzador d'imatges FastStone | - FixPhoto - PhotoWorks XL - GIMP (codi obert) - IrfanView (codi obert) - Krita - Pintura de colors - Luminar Neo - Microsoft Paint - PhotoLine - PicMaster | - Pintar. NET - Pinta - PhotoFiltre - PhotoWorks - Pixelmator - SilverFast - XnView - XPaint - Zoner Photo Studio |

Els programes d'edició d'imatges en línia inclouen Pixlr, Snipshot, Pixenate i Aviary Phoenix.

## Aplicacions JPEG 2000
| Programa                | Part 1                     | Part 1                     | Part 2                     | Part 2                     | Llicència                       |
| Programa                | Llegir                     | Escriure                   | Llegir                     | Escriure                   | Llicència                       |
| ----------------------- | -------------------------- | -------------------------- | -------------------------- | -------------------------- | ------------------------------- |
| ACDSee                  | Si                         | Si                         | ?                          | ?                          | Propietari                      |
| Acorn                   | Si                         | Si                         | ?                          | ?                          | Propietari                      |
| Affinity Photo          | Si                         | No                         | No                         | No                         | Propietari                      |
| Apple iPhoto            | Si                         | No                         | Si                         | No                         | Propietari                      |
| Autodesk AutoCAD        | Si                         | Si                         | Si                         | ?                          | Propietari                      |
| BAE Systems CoMPASS     | Si                         | No                         | Si                         | No                         | Propietari                      |
| Blender                 | Si                         | Si                         | ?                          | ?                          | Llicència pública general (GPL) |
| Phase One Capture One   | Si                         | Si                         | Si                         | Si                         | Propietari                      |
| Chasys Draw IES         | Si                         | Si                         | Si                         | Si                         | Programari gratuït              |
| CineAsset               | Si                         | Si                         | Si                         | Si                         | Propietari                      |
| CompuPic Pro            | Si                         | Si                         | ?                          | ?                          | Propietari                      |
| Corel Photo-Paint       | Si                         | Si                         | Si                         | Si                         | Propietari                      |
| Daminion                | Si                         | No                         | Si                         | No                         | Propietari                      |
| darktable               | ?                          | Si                         | ?                          | ?                          | Llicència pública general (GPL) |
| DBGallery               | Si                         | No                         | Si                         | No                         | Propietari                      |
| digiKam (KDE)           | Si                         | Si                         | ?                          | ?                          | Llicència pública general (GPL) |
| ECognition              | Si                         | Si                         | ?                          | ?                          | Propietari                      |
| ENVI                    | Si                         | Si                         | ?                          | ?                          | Propietari                      |
| ERDAS IMAGINE           | Si                         | Si                         | ?                          | ?                          | Propietari                      |
| evince (PDF 1.5)        | Si                         | No                         | No                         | No                         | Llicència GPL versió 2          |
| FastStone Image Viewer  | Si                         | Si                         | Si                         | Si                         | Programari gratuït              |
| FastStone MaxView       | Si                         | No                         | Si                         | No                         | Propietari                      |
| FotoGrafix 2.0          | No                         | No                         | No                         | No                         | Propietari                      |
| FotoSketcher 2.70       | No                         | No                         | No                         | No                         | Propietari                      |
| GIMP 2.7                | Si                         | Portable                   | ?                          | ?                          | Llicència pública general (GPL) |
| Global Mapper           | Si                         | Si                         | No                         | No                         | Propietari                      |
| GNOME Web               | Si                         | —                          | ?                          | —                          | Llicència pública general (GPL) |
| Google Chrome           | PDF                        | No                         | ?                          | No                         | Programari gratuït              |
| GraphicConverter        | Si                         | Si                         | Si                         | ?                          | Shareware                       |
| Gwenview (KDE)          | Si                         | Si                         | ?                          | ?                          | Llicència pública general (GPL) |
| IDL                     | Si                         | Si                         | ?                          | ?                          | Propietari                      |
| ImageGlass              | Si                         | No                         | No                         | No                         | Llicencia pública general       |
| ImageMagick             | Si                         | Si                         | Si                         | Si                         | Llicència ImageMagick           |
| Imagine (amb un plugin) | Si                         | No                         | No                         | No                         | Programari gratuït              |
| IrfanView               | Si                         | Si                         | No                         | No                         | Programari gratuït              |
| KolourPaint (KDE)       | Si                         | Si                         | ?                          | ?                          | BSD de 2 clàusules              |
| Krita                   | Si                         | No                         | ?                          | No                         | Llicència pública general (GPL) |
| LEADTOOLS               | Si                         | Si                         | Si                         | Si                         | Propietari                      |
| Lightroom               | No                         | No                         | No                         | No                         | Propietari                      |
| Mathematica             | Si                         | Si                         | No                         | No                         | Propietari                      |
| Matlab                  | a través d'una caixa d'una | a través d'una caixa d'una | a través d'una caixa d'una | a través d'una caixa d'una | Propietari                      |
| Mozilla Firefox         | PDF, connector             | —                          | ?                          | —                          | MPL                             |
| Opera                   | PDF                        | —                          | ?                          | —                          | Propietari                      |
| PaintShop Pro           | Si                         | Si                         | Si                         | Si                         | Propietari                      |
| PhotoFiltre             | No                         | No                         | No                         | No                         | Propietari                      |
| PhotoLine               | Si                         | Si                         | ?                          | ?                          | Propietari                      |
| Photoshop               | Si                         | Si                         | Si                         | Si                         | Propietari                      |
| Picture Window Pro 7    | Si                         | No                         | ?                          | No                         | Propietari                      |
| Pixel image editor      | Si                         | Si                         | ?                          | ?                          | Propietari                      |
| Pixelmator Pro          | Si                         | Si                         | ?                          | ?                          | Propietari                      |
| Preview                 | Si                         | Si                         | Si                         | Si                         | Propietari                      |
| QGIS (amb un plugin)    | Si                         | Si                         | ?                          | ?                          | Llicència pública general (GPL) |
| Safari                  | PDF                        | —                          | —                          | —                          | Propietari                      |
| Seashore                | Si                         | Si                         | ?                          | ?                          | Llicència pública general (GPL) |
| SilverFast              | Si                         | Si                         | Si                         | Si                         | Propietari                      |
| XnView                  | Si                         | Si                         | Si                         | Si                         | Propietari                      |
| Ziproxy                 | Si                         | Si                         | No                         | No                         | Llicència pública general (GPL) |

1. ↑  .jpf files open but are unusable.
2. ↑  Mozilla support for JPEG 2000 was requested in April 2000, but the report was closed as WONTFIX in August 2009. There is an extension that adds support to older versions of Firefox.
3. ↑  Adobe Photoshop CS2 and CS3's official JPEG 2000 plug-in package is not installed by default and must be manually copied from the install disk/folder to the Plug-Ins > File Formats folder.
4. ↑  Tested with Preview.app 7.0 in Mac OS 10.9
5. ↑  Safari 18 dropped support for JPEG-2000 images. Older versions of Safari since Safari 5 supported JPEG-2000 images.

## Programes de pintura
Els programes de pintura digital estan disponibles amb funcions especialitzades exactament per a aquest propòsit. Amb un programa de pintura digital, també anomenat programa de gràfics orientat a píxels, editor de mapa de bits ) es crea un gràfic format per píxels individuals. Els programes de pintura són especialment adequats per a la implementació tècnica de plantilles de mapes de bits i tenen una varietat de funcions artístiques. Les dades s'introdueixen principalment mitjançant una anomenada tauleta gràfica i un llapis òptic.
Exemples de programes de pintura:
| - Corel Paint - Krita - MacPaint - MyPaint | - OpenCanvas - Eina de pintura SAI - Procrear - Quadern de dibuixos |

Els programes de pintura en línia inclouen Paint chat i Oekaki.

## Programes de gràfics vectorials
Un programa de gràfics vectorials, un programa de gràfics orientats a vectors, s'utilitza com a programa informàtic per crear objectes geomètrics (dibuixos o il·lustracions descriptibles matemàticament) com a gràfics vectorials orientats a objectes que poden ser salvat. Amb aquesta finalitat, els programes de gràfics vectorials ofereixen funcions per crear formes geomètriques senzilles com ara rectangles, cercles o línies, però també funcions més extenses per crear formes més complexes, així com degradats de color i efectes de transparència. A diferència dels programes d'edició d'imatges o de pintura, els objectes d'un dibuix no es guarden en forma de píxels, sinó com a vectors. Per tant, els gràfics vectorials es poden ampliar, reduir o girar com es desitgi sense haver d'acceptar cap pèrdua de qualitat. Amb els gràfics ràster, en canvi, si escales excessivament, pots veure els píxels ; A més, de vegades són visibles artefactes i errors d'imatge similars. Un exemple típic de dibuix vectorial és un clipart.
| - Adobe Illustrator (Win, OS X) - Dissenyador d'afinitat (Win, OS X) - Apache OpenOffice Draw (Win, OS X, Linux ) - Autodesk Graphic (abans: iDraw – OS X) - Colibrico Design Studio (Win) | - CorelDRAW (Win, OS X) - FreeHand (Win, OS X) - Inkscape (Win, OS X, Linux) - Carbon (Linux) - PhotoLine (Win, OS X) | - LibreOffice Draw (Win, OS X, Linux) - sK1 (Win, Linux) successor de Skencil - Synfig (Win, OS X, Linux) - Xara Designer Pro (Win) - Xfig (Linux) |

## Programes de vectorització
Les imatges de píxels es poden convertir en vectors mitjançant programes de vectorització i processar-les posteriorment com a tals. Els diferents tons de gris de la imatge es divideixen en àrees.
| - Adobe Streamline, funcions Streamline integrades a Adobe Illustrator des de la versió CS - Corel Trace - Potrace, integrat a Inkscape des de la versió 0.45 | - Xara Xtreme, "Traçador de mapa de bits" - Inkscape, Potrace integrat - màgia vectorial - UniConvertor (vector a vector, també eina per a Inkscape) |

## Programes de maquetació
A l'àrea d'autoedició hi ha programes DTP per crear maquetes. Aquests programes s'utilitzen principalment per produir documents grans i de diverses pàgines. Productes com ara llibres, diaris, revistes, catàlegs i fulletons.
| - Adobe InDesign - Adobe Frame Maker - Affinity Publishers | - Calamus - iCalamus - Microsoft Publishers | - QuarkXPress - Ragtime - Scribus |

## Programes de disseny gràfic per ordinador
A part dels programes d'edició d'imatges i gràfics vectorials, també hi ha nombrosos programes útils que serveixen d'ajuda o s'utilitzen en diferents indústries amb diferents tasques. Les funcions d'aquests programes auxiliars o addicionals se superposen parcialment o complementen les dels programes d'edició d'imatges i gràfics vectorials. Alguns dels programes addicionals estan disponibles com a versió independent com a complements, p.e. per a Adobe Photoshop.

### Visualitzadors d'imatges i gestors d'imatges
Les imatges tenen un paper important en els gràfics; Es poden editar, gestionar o utilitzar d'una altra manera, sempre que s'observin les normes de copyright. Es poden trobar nombroses imatges a les anomenades comunitats de fotos, com ara Fotocommunity.de, llocs web per compartir fotos, galeries web i bases de dades d'imatges com Wikimedia Commons, Flickr, Photobucket.com i fotocommunity.de . Hi ha els anomenats visualitzadors d'imatges per a una visualització ràpida d'imatges o per a manipulacions d'imatges més petites. A més, les imatges es poden gestionar, etiquetar i ordenar mitjançant un programes de gestió d'imatges. També hi ha programes de mostres d'imatges que es poden utilitzar per afegir efectes, com ara fundiments creuats, però també música i text a les imatges i després transferir-les a un mitjà (p. Per exemple, DVD, llapis USB). El resultat es pot veure a un televisor mitjançant un reproductor de DVD. Amb un cercador d'imatges podeu cercar imatges a Internet introduint una paraula clau. Els programes de captura de pantalla es poden utilitzar per fer fotos de la pantalla de l'ordinador o d'una secció d'aquesta. De vevades es sol utilitzar un marc digital per presentar imatges.

### Paquets gràfics
Els paquets gràfics (en anglès: graphics suite) són paquets de diversos programes que es venen en conjunt. Entre els paquets de gràfics coneguts hi ha Adobe Creative Suite, CorelDraw Graphics Suite i Microsoft Expression .

### Filtres gràfics
Un aspecte important dels programes d'edició d'imatges és la capacitat d'ampliar la funcionalitat amb els anomenats complements. Això permet instal·lar filtres gràfics addicionals, que després es poden cridar al menú del programa. Aquests filtres es poden utilitzar llavors per aconseguir determinats efectes sobre la imatge, per exemple l'efecte de distanciament .

## Editors d'icones
Els creadors d'icones (també anomenats editors d'icones) s'utilitzen per crear i editar icones.
| - Axialis IconWorkshop - Colibrico Design Studio - IconCool Studio - IcoFX | - ArtIcons Standard - IconForever - Perfect Icon - IconoMaker |

## Programes HDR

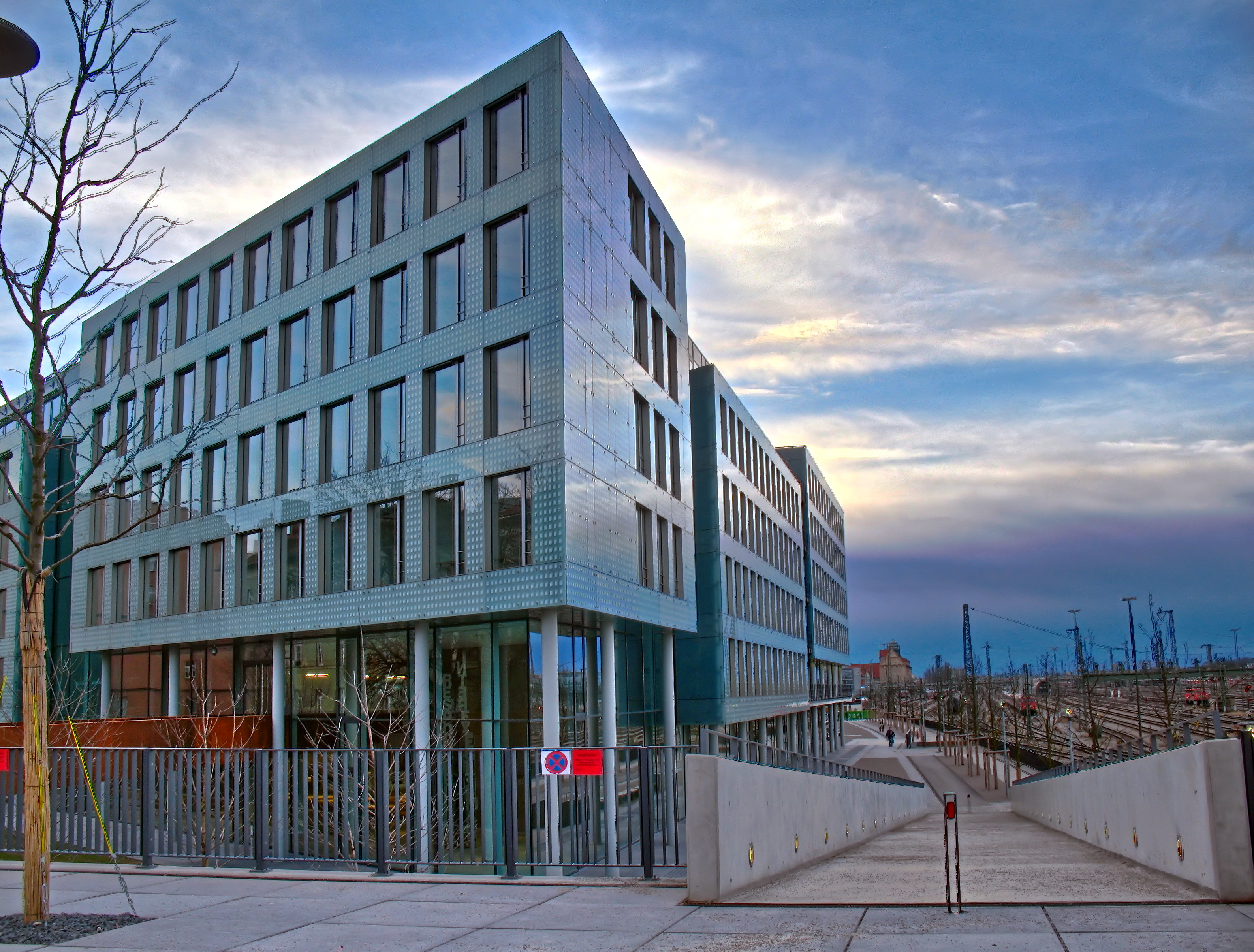
Gravació HDR

Entre els programes utilitzats en l'àrea d'imatges d'alt rang dinàmic i processament d'alt contrast hi ha:
- Adobe Lightroom - Windows i Mac
- Adobe Photoshop - Windows i Mac
- Affinity Photo : Windows, Mac, iPad
- easyHDR
- FDRTools
- DXO Google NIK HDR Efex
- Lluminància HDR
- Oloneo HDRengine – Windows
- Oloneo PhotoEngine – Windows
- Photomatix
- Picturenaut
- SilverFast HDR
- Skylum Aurora HDR - Windows i Mac
- Projectes HDR
- Botiga HDR
- SNS HDR
- Taula fosca

## Editors RAW
Càmeres potents com ara les càmeres digitals SLR poden desar imatges en el format de dades RAW, que conté molta més informació del sensor original que el format JPG dels fitxers d'imatge que normalment ja són interpretats i processats per la càmera. Mitjançant programes RAW, aquestes imatges es poden editar i corregir sense cap tipus de pèrdua.
| - ACDSee : Windows i Mac - Adobe Lightroom - Windows i Mac - Adobe Photoshop - Windows i Mac - Apertura - Mac - Bibble 5 Pro: Windows i Mac i Linux - Darktable : Windows i Mac i Linux - digikam : Windows i Mac i Linux | - GIMP : Windows, Linux i Mac - Projectes HDR : Windows i Mac - Phase One Capture One Pro 6: Windows i Mac - RawTherapee : Windows i Linux - SILKYPIX Developer Studio - Windows i Mac - SilverFast DCPro, SilverFast HDR - Windows i Mac - UFRaw : Mac i Linux |

## Unió d'imatges

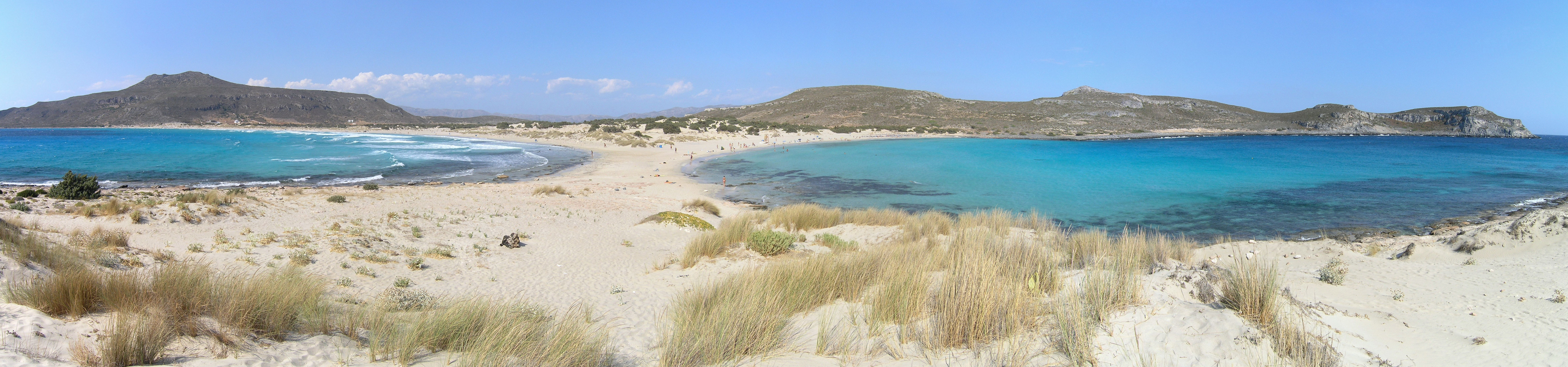
Imatge panoràmica d'un paisatge compost per 10 fotos individuals

Els programes d'unió d'imatges (també anomenats programes panoràmics) s'utilitzen per crear imatges panoràmiques, permeten combinar diverses imatges individuals en una única imatge panoràmica.

### Programes d'ajuda per a l'edició d'imatges
- Programes de reducció de difuminat
- Programes de protecció d'imatges que insereixen una marca d'aigua a la foto o al gràfic
- Programes de reducció de fitxers que redueixen la mida del fitxer a una mida predeterminada
- Programes de reducció del soroll
- Programes per corregir les distorsions geomètriques causades per la lent de la càmera o per la ubicació de la presa (" línies enfonsades ")
- Programes per canviar dades Exif

## Programes 3D/programes CAD
Dins l'àrea de gràfics per ordinador s'utilitzen programes de gràfics 3D per modelar objectes a l'espai tridimensional i després representar-los. permetent fins i tot, crear animacions per ordinador. També hi ha programes CAD per crear i construir dibuixos tècnics, per a l'entorn d'arquitectura o per al disseny industrial

## Visualitzadors
Els programes de visualització s'utilitzen per poder mostrar les dades d'empresa o d'un projecte en forma de diagrames de flux, diagrames de Gantt, etc..

## Publicació web
Es poden utilitzar editors HTML basats en text o programes gràfics WYSIWYG per dissenyar i crear llocs web.

### Fractals
Alguns programadors creen fractals per la novetat en si mateixa o pel repte d'entendre les matemàtiques relacionades. Hi ha molts programes de generació de fractals disponibles, tant gratuïts com comercials, entre ells:
- Fractint
- Electric Sheep
- Fractalizer

## Dispositius d'entrada especials
Els programes de gràfics es poden operar amb el ratolí i/o dispositius d'entrada especials:
- Per a un treball precís, es recomana una tauleta gràfica que tingui una superfície de sensor capaç de reaccionar amb precisió als moviments del llapis i a la pressió exercida, transmetent aquesta informació al programa. Això fa possibles traços fluids i veladures degradades fines en la pintura o dibuix digital.
- S'utilitzen les pantalles tàctils  de les tauletes per a pintar/dibuixar directament a la superfície de dibuix dels programes gràfics, mitjançant estilets electrònics.